# Wojna domowa w Tadżykistanie
Wojna domowa w Tadżykistanie (tadż. Ҷанги шаҳрвандии Тоҷикистон, Dżangi szahrwandii Todżikiston) − konflikt zbrojny w latach 1992–1997 na terytorium Tadżykistanu pomiędzy ugrupowaniami opozycyjnymi (w tym islamistycznymi) a władzami Tadżykistanu.

## Tło
Powodów wojny domowej w Tadżykistanie było wiele, takich jak trudności ekonomiczne, komunalny tryb życia Tadżyków i ich wysoka religijność. Pod rządami polityki „pieriestrojki” sowieckiego prezydenta Michaiła Gorbaczowa, w Tadżyckiej SRR zaczął się wyłaniać ruch muzułmańsko-demokratyczny. Trzon opozycji stanowiły Islamska Partia Odrodzenia Tadżykistanu, Partia Demokratyczna i kilka innych ruchów. Walka między dawną komunistyczną elitą a opozycją przeniosła się ze sfery politycznej na etniczną i klanową.
Napięcia zaczęły się wiosną 1992 roku po tym, jak członkowie opozycji wyszli na ulice w demonstracjach przeciwko wynikom wyborów prezydenckich w 1991 roku. Prezydent Rahmon Nabiyev i przewodniczący Rady Najwyższej Safarali Kenjayev zorganizowali rozproszenie broni do prorządowych milicji, podczas gdy opozycja zwróciła się do mudżahedinów w Afganistanie o pomoc wojskową.
Do pierwszych demonstracji antyrządowych doszło jeszcze przed rozpadem ZSRR, m.in. w dniach 11 i 12 lutego 1990 w stołecznym Duszanbe. Nasilenie się procesów związanych z rozpadem Związku Radzieckiego i uzyskanie niepodległości sprzyjało wzrostowi niechęci społeczeństwa do władzy. Zasadniczą osią sporu w Tadżykistanie stał się konflikt między reprezentującą wschodnie obszary kraju opozycją a interesami klanów kulabskiego i leninabadzkiego reprezentowanymi przez postsowiecką biurokrację.

## Przebieg
Od marca do kwietnia 1992 miał miejsce szereg demonstracji antyrządowych oraz wieców poparcia dla prezydenta Rahmona Nabijewa. Utworzony przez niego batalion prezydencki został wysłany do walki z ruchami opozycyjnymi wspieranymi przez zagranicznych dżihadystów, w tym; Al-Kaidę, Islamską Republikę Afganistanu, talibów a także uzbeckich islamistów. Opozycja na czele z Islamską Partią Tadżykistanu domagała się utworzenia w Tadżykistanie państwa islamskiego a następnie jego przemianę w kalifat rozciągnięty na całą Azję Środkową. Przebieg walk okazał się niekorzystny dla rządu. Władze zostały zmuszone do ewakuacji z Duszanbe, jednak przy pomocy Rosji i Uzbekistanu udało im się pokonać opozycję i powrócić do stolicy.
17 września 1994 podpisano obowiązujące od 20 września zawieszenie broni. Porozumienie przewidywało również organizację wyborów parlamentarnych i prezydenckich. W tych ostatnich, które przeprowadzono 6 listopada 1994, zwycięstwo odniósł Emomali Rahmon. Wynik został podważony przez siły opozycyjne, co spowodowało powrót do rozwiązania siłowego. Walki ostatecznie przerwano 27 czerwca 1997 roku, gdy w wyniku nacisków Rosji i Iranu podpisano w Moskwie porozumienie pokojowe. Na mocy układu Zjednoczona Opozycja Tadżykistanu uzyskała m.in. 30% stanowisk w administracji rządowej.

## Udział Polski
16 grudnia 1994 roku na mocy rezolucji S/RES/968 Rady Bezpieczeństwa ONZ powołano misję UNMOT w której udział brało czternaście państw. Wśród nich udział wzięło Wojsko Polskie, które do misji stabilizacyjnej wystawiło trzydziestu trzech żołnierzy złożonych z dwudziestu czterech obserwatorów i instruktorów przygotowujących jednostkę specjalną do zabezpieczenia oenzetowskiej misji. Podczas pełnienia służby jeden polski żołnierz zginął, a misja ta została ostatecznie zakończona już po zakończeniu wojny domowej w maju 2000 roku.